# 8 Pułk Artylerii Ciężkiej (II RP)
8 pułk artylerii ciężkiej (8 pac) – oddział artylerii ciężkiej Wojska Polskiego w II Rzeczypospolitej.
8 pułk artylerii ciężkiej został sformowany 12 października 1921 z połączenia 4, 15 i 16 dywizjonów artylerii ciężkiej. Podlegał szefowi Artylerii i Służby Uzbrojenia Okręgu Korpusu Nr VIII, a od 1929 dowódcy 8 Grupy Artylerii. Stacjonował w Toruniu. W 1939 zmobilizował: 4 dywizjon artylerii ciężkiej, 15 dywizjon artylerii ciężkiej i 88 dywizjon artylerii ciężkiej. Po zakończeniu mobilizacji i skierowaniu oddziału zbierania nadwyżek do Ośrodka Zapasowego Artylerii Ciężkiej nr 4, pułk uległ rozformowaniu.

## Geneza i walki przyszłych pododdziałów 8 pac

### Formowanie i działania 15 dywizjonu artylerii ciężkiej (II/8 pac)

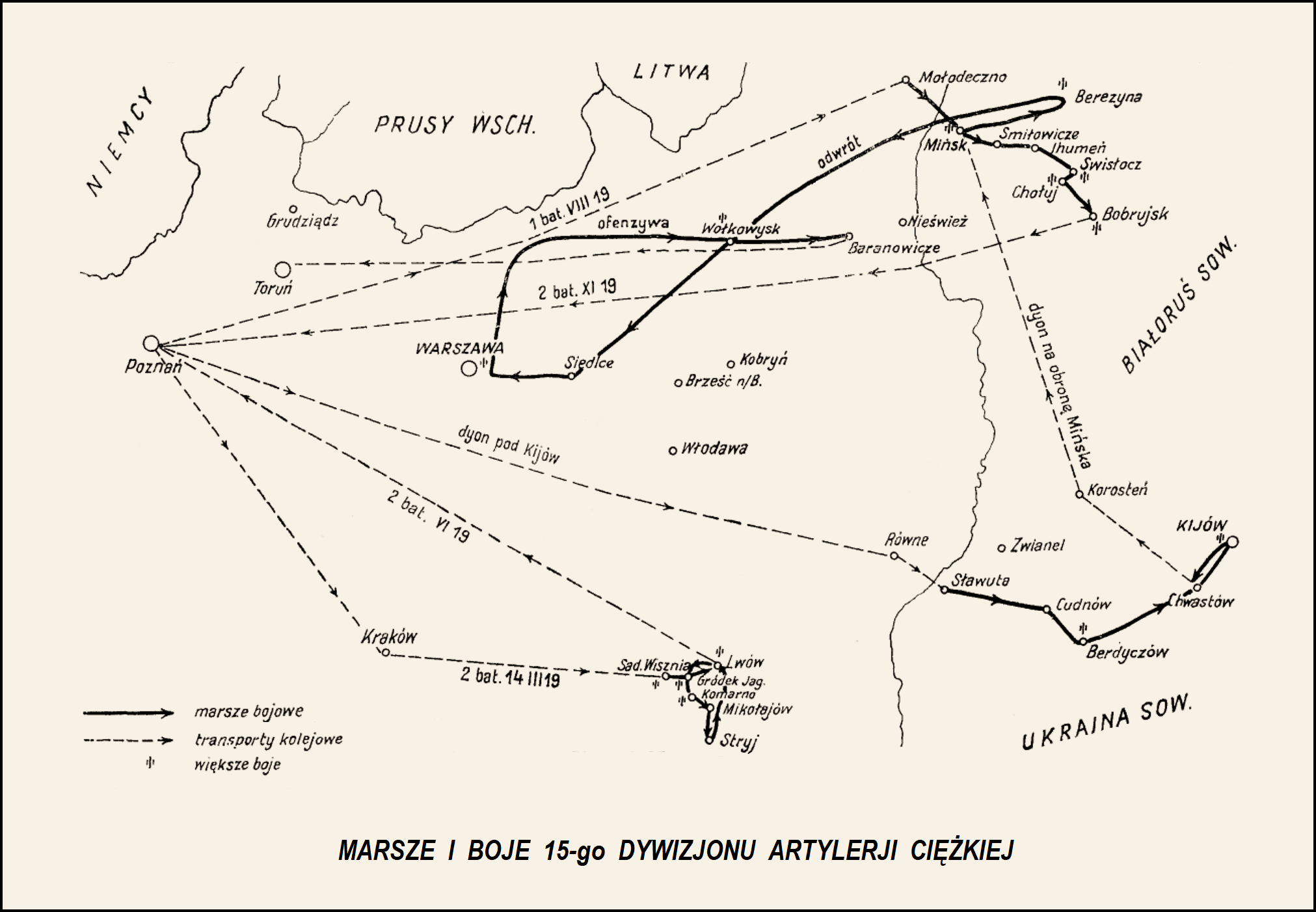
Józef Baran, Zarys historji wojennej 8-go pułku artylerji ciężkiej

Formowanie dywizjonu rozpoczęto w lutym 1919 na Sołaczu, a na jego dowódcę wyznaczony został kpt. Adam Biskupski. Jako pierwsza na front przeciwukraiński wyruszyła 2 bateria i od 18 marca uczestniczyła w walkach nad przywróceniem łączności ze Lwowem. Wspierała ogniem piechotę pod Milatynem i Barem, w rejonie Wołczuch, Dolinian, Henrykówki i Dobrzan. Od 19 kwietnia walczyła pod Lwowem. Od 15 maja wspierała ofensywę Grupy Wielkopolskiej. Po odrzuceniu Ukraińców za Zbrucz, z końcem maja powróciła do Poznania.
30 lipca 2 bateria ponownie wyruszyła na front. Tym razem na przeciwbolszewicki. Od 3 sierpnia uczestniczyła w ofensywie na Mińsk i Bobrujsk. Po zdobyciu Bobrujska, bateria wspierała obronę przyczółka mostowego. 28 września uczestniczyła w wypadzie za Ołę, podczas którego stoczyła zaciętą bitwę pod Rynią. 8 listopada powróciła do Poznania.

 Zimą 1919 cały dywizjon stacjonował na Sołaczu. 19 grudnia został przegrupowany do Scibórza. Tam stanowił artyleryjskie ubezpieczenie przed ewentualnymi niemieckimi działaniami zbrojnymi. 
W kwietniu, już jako I/15 pac, wyruszył na Wołyń. W rejonie Berdyczowa celnym ogniem udaremnił ucieczkę kilku sowieckim pociągom załadowanym materiałem wojennym. W dalszych walkach uczestniczyła jedynie 3 bateria, która broniła kijowskiego przyczółka mostowego. 24 maja dywizjon odjechał na białoruski kierunek operacyjny z zadaniem obrony zagrożonego Mińska Litewskiego. 30 maja przewieziony został do Krzywic, skąd wyszła polska kontrofensywa. Po odrzuceniu przeciwnika za Berezynę, pozostawał w odwodzie.
4 lipca ruszyła wielka ofensywa wojsk Frontu Zachodniego Michaiła Tuchaczewskiego. Dywizjon przeszedł do działań opóźniających. Z początkiem sierpnia 1 bateria zajmowała stanowiska ogniowe w rejonie Zakręt, 2 bateria w rejonie Palenicy, a 3 bateria w rejonie Sulejówka. W tym czasie doszło do rozwiązania 15 pułku artylerii ciężkiej i utworzono „samodzielny” 15 dywizjon artylerii ciężkiej, w skład którego weszły wszystkie trzy baterie dotychczasowego I/15 pac. W czasie bitwy o przedmoście warszawskie 1 bateria wspierała piechotę w walkach o Mińsk Mazowiecki, a pozostałe znajdowały się w odwodzie. W czasie polskiej kontrofensywy 15 dac ścigał przeciwnika w kierunku na Kolno. Po krótkim odpoczynku w rejonie Kleszczel uczestniczył w walkach w rejonie Bojary–Szurycze–Łaszczewicze–Bortniki i w rejonie Widzejek. 23 września dywizjon wyruszył znad Świsłoczy na Wołkowysk. W walkach 1 bateria straciła trzy działa. To był ostatni akord wojenny „samodzielnego” 15 dywizjonu artylerii ciężkiej. Po podpisaniu rozejmu, dywizjon skierowany został na odpoczynek do rejonu Baranowicz, a w końcu grudnia przegrupował się do Bydgoszczy.

### 16 dywizjon artylerii ciężkiej (I/8 pac)

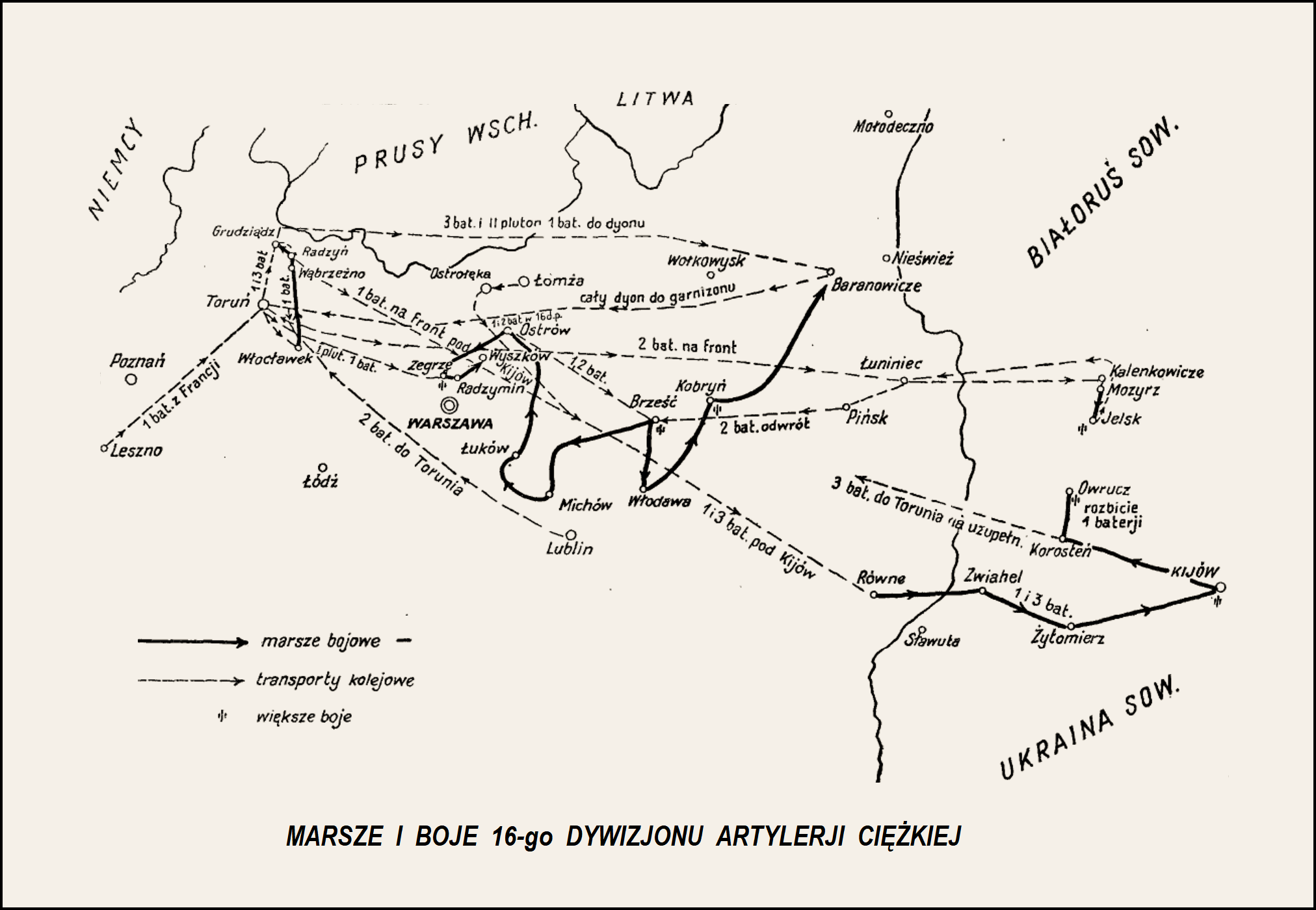
Józef Baran, Zarys historji wojennej 8-go pułku artylerji ciężkiej

W końcu marca 1919, w L’Ormeau we Francji, sformowana została polska mieszana bateria wyposażona w dwie 105 mm armaty i dwie 120 mm armaty. Jej obsadę stanowili Polacy – jeńcy z armii austro-węgierskiej. W końcu maja 1919 bateria, wspólnie z innymi oddziałami Armia Hallera, przybyła do Polski i rozlokowała się we Włocławku. Uczestniczyła w przywracaniu Polsce Pomorza Gdańskiego.

W czerwcu, w rejonie Ostrołęki i Różana zaczęto formować baterie pozycyjne. We wrześniu na bazie rozwiązanych baterii pozycyjnych utworzono przyszłą 3 baterię 16 pac.

W październiku bateria zapasowa 3 pułku artylerii ciężkiej z Lublina sformowała przyszłą 2 baterię 16 pac.
W kwietniu 1920 baterie 1. i 3. wyruszyły do Zwiahla. Tam weszły w skład Grupy Artylerii Ciężkiej płk. Aleksandrowicza i uczestniczyły w ofensywie kijowskiej, a potem w obronie przedmościa kijowskiego.

W związku z przerwaniem się na tyły polskie konarmii Budionnego zarządzony został odwrót z Kijowa. 22 czerwca I/16 pac dotarł do Korostenia, załadował się na transporty kolejowe i wyjechał do Owrucza. Jako pierwszy wyruszył sztab dywizjonu wraz z 1 baterią. Jednak sowiecka kawaleria była szybsza i zajęła miasto. Próba przejechania pod ogniem nieprzyjaciela zakończyła się niepowodzeniem, a bateria straciła cały sprzęt ciężki. Jadąca kolejnym transportem 3 bateria ominęła Owrucz. Ostatecznie została wysłana do Torunia celem reorganizacji. 2 bateria dopiero na początku czerwca dotarła na front w rejon Kalenkowicz. Jej dowódca zaproponował umieszczenie dwóch 155 mm haubic na lorach kolejowych. W ten sposób powstał improwizowany pociąg pancerny „Grzmot”. Następnie bateria walczyła w obronie Pińska i Brześcia. W połowie sierpnia dołączyła do macierzystej 16 Dywizji Piechoty w okolicach Łukawca.
Na zapleczu odtworzono 1 baterię. Wzięła ona udział w obronie przedmościa warszawskiego walcząc w okolicach Zegrza. 3 bateria broniła Grudziądza, a 2 bateria uczestniczyła w pościgu za rozbitym przeciwnikiem w ramach kontrofensywy znad Wieprza. 22 sierpnia bateria została skierowana do Ostrowi Mazowieckiej, gdzie dołączyła do 1 baterii. W czasie walk rozwiązano 16 pułk artylerii ciężkiej i utworzono samodzielny 16 dywizjon artylerii ciężkiej. W jego skład weszły trzy baterie dotychczasowego I/16 pac. We wrześniu dywizjon przeszedł do rejonu Włodawy, skąd ruszył na front w kierunku Kobrynia. Działając wówczas bez 3 baterii, toczył liczne walki na linii Muchawca i Kanału Królewskiego. Pod Horodcem I/1 baterii skutecznie zwalczał bolszewicką artylerię i pociągi pancerne, a 2 bateria w znaczący sposób przyczyniła się do odbicia Małoryty. Działania w rejonie Horodca były ostatnimi walkami 16 dywizjonu artylerii ciężkiej. Po podpisaniu rozejmu dywizjon skierowany został na odpoczynek do rejonu Baranowicz. Pod koniec grudnia dywizjon powrócił do Torunia.

### Bilans walk
Na polu walki zginęło lub zmarło z ran 36 żołnierzy, w tym jeden oficer. Odznaczony Krzyżem Srebrnym Orderu Wojennego Virtuti Militari został kpt. Teofil Szadziński. Ponadto 14 oficerów i 48 szeregowych zostało odznaczonych Krzyżem Walecznych.

## Pułk w okresie pokoju

### Formowanie i zmiany organizacyjne
8 pułk artylerii ciężkiej został sformowany 12 października 1921 w wyniku z połączenia 4, 15 i 16 dywizjonów artylerii ciężkiej. Dowódcą jednostki został pułkownik Czesław Bzowski, dotychczasowy dowódca XVI Brygady Artylerii. Początkowo dowództwo pułku i 16 dac stacjonowało w Toruniu, natomiast 15 dac i 4 dac w Grudziądzu. Po włączeniu w skład pułku 4 dac został przemianowany na I/8 pac, a w grudniu 1921 na II/8 pac. Dotychczasowa bateria zapasowa 4 dac pozostała w Kaliszu i weszła w skład 25 pułku artylerii polowej, jako kadra baterii zapasowej. 15 kwietnia 1922 II dywizjon odmaszerował do Siedlec, gdzie został włączony w skład 9 pułku artylerii ciężkiej jako jego III dywizjon. Po odejściu II/8 pac, dowództwo pułku i 16 dac zostały przeniesione z Torunia do Grudziądza. W lipcu 1923 cały pułk został przeniesiony z Grudziądza do Torunia. Tam 16 dac został przemianowany na I dywizjon, a 15 dac na II dywizjon. W 1923 w skład pułku wchodziły: dowództwo, trzy dywizjony artylerii ciężkiej po trzy baterie, kadra oddziału łączności i kadra baterii zapasowej.
Na podstawie rozkazu wykonawczego o organizacji artylerii na stopie pokojowej, z 27 listopada 1925, został zorganizowany III dywizjon. Rozkazem z 30 stycznia 1928 skadrowano, w terminie do 15 lutego, trzy baterie (3, 6 i 9). Na podstawie rozkazu z 13 stycznia 1930 po raz kolejny dokonano reorganizacji pułku. W myśl rozkazu, dywizjony I i II składały się z dwóch baterii 155 mm haubic, natomiast III dywizjon z dwóch baterii 105 mm armat.
W 1937 pułk wydzielił ze swojego składu jedną baterię dla nowo powstałego 26 dywizjonu artylerii ciężkiej, a do grudnia tego roku odtworzył 7 baterię.
30 grudnia 1938 szef Departamentu Artylerii Ministerstwa Spraw Wojskowych wydał rozkaz L.dz. 3549/tj. o utworzeniu 16, 17, 20 i 30 dywizjonów artylerii ciężkiej i reorganizacji pułków artylerii ciężkiej. 8 marca 1939 termin sformowania dywizjonów artylerii ciężkiej oraz reorganizacji 3, 7 i 8 pac został przesunięty na maj tego roku. W ramach wspomnianej reorganizacji w Grupie, na bazie 8 pac został utworzony samodzielny 16 dywizjon artylerii ciężkiej podporządkowany dowódcy Artylerii Dywizyjnej 16 Pomorskiej Dywizji Piechoty.
Plan mobilizacyjny „S”
Zgodnie z planem mobilizacyjnym z 1925, pułk miał osiągnąć gotowość bojową w 10 dniu mobilizacji powszechnej. Plan przewidywał zmobilizowanie trzech dywizjonów po trzy baterie, z czego baterie nr 1, 4 i 7 miały posiadać po dwie 105 mm armaty, a baterie nr 2, 3, 5, 6, 8 i 9 po trzy 155 mm haubice. Ponadto 8 pac zmobilizować miał w mobilizacji powszechnej: pluton maskowania nr 81, kompanię pomiarów artylerii nr 8, szefostwo artylerii i służby uzbrojenia nr 3, dowództwo artylerii nr 34, baterię marszową 178 pac i baterię zapasową. Ponadto w alarmie 8 pac mobilizował 8 samodzielny dywizjon artylerii przeciwlotniczej. Plan ten obowiązywał, z niewielkimi zmianami, do maja 1938

### Zakwaterowanie pułku
Od lipca 1923 wszystkie pododdziały pułku stacjonowały w koszarach im. Józefa Poniatowskiego w Toruniu na tzw. „Bydgoskim Przedmieściu”. Poza 8 pac-em stał tam także szwadron zapasowy 18 pułku ułanów i 8 dywizjon artylerii przeciwlotniczej. Na terenie koszar znajdowała się kryta ujeżdżalnia, co w istotny sposób ułatwiało szkolenie w zakresie jazdy konnej. Pewną niedogodnością był brak strzelnicy przykoszarowej. Wybudowano ją dopiero w 1932. Do tej pory pułk odbywał strzelania z broni strzeleckiej na strzelnicy garnizonowej. Pułk nie posiadał także utwardzonego placu do ćwiczeń działoczynów oraz wozowni dla wozów użytku bieżącego. Budynki koszarowe i magazyny były wystarczające pod względem wielkości, początkowo jednak, ze względu na znaczne zdewastowanie pomieszczeń, warunki bytowe były zaledwie dostateczne. Trudności pogłębiały braki kredytów na generalny remont koszar. Ogólnie warunki pracy 8 pac w 1937 zostały określone następująco: zakwaterowanie − dostateczne, place ćwiczeń − dobre, strzelnice − dobre.

### Kultura i rozrywka w pułku
Na poziom życia kulturalnego kadry i żołnierzy pułku wpływał fakt stacjonowania w dużym garnizonie. Kadra różnych oddziałów Wojska Polskiego zapraszała się wzajemnie na różne spotkania, zabawy taneczne itp. Dobre relacje utrzymywał też pułk z organizacjami społeczno-politycznymi i kulturalnymi działającymi na terenie miasta. Dużą rolę w tym zakresie odgrywały kasyna pułkowe: oficerskie i podoficerskie. Kasyno oficerskie powstało na początku lat dwudziestych. Dzięki dobrowolnym składkom początkowa improwizacja zamieniła się w profesjonalną instytucję. Kasyno podoficerskie zaczęło funkcjonować nieco później, a stan budynku oraz jego wyposażenie było w tragicznym stanie. Dzięki dużemu wkładowi własnej pracy, a także nakładom finansowym, już w 1925 kasyno zaczęło w pełni spełniać swoje funkcje. W celu zachęcenia wojska do aktywnego uczestnictwa w życiu kulturalnym liczne instytucje wprowadziły znaczne zniżki cenowe dla żołnierzy. Teatr Miejski w Toruniu już w latach dwudziestych wprowadził dla kadry oficerskiej i podoficerskiej 25% zniżki na każde przedstawienie zamiejscowe i 50% na przedstawienia organizowane własnymi siłami. Inną formę przyjęło natomiast kino „Mars”. Aby zachęcić żołnierzy pułku do uczestnictwa w seansach filmowych, dyrekcja przy różnych okazjach przekazywała pewną ilość darmowych biletów.
Szczególnym zainteresowaniem dowództwa pułku cieszyli się elewi szkoły podoficerskiej. Przykładem tego może być koncert symfoniczny orkiestry Konserwatorium Pomorskiego w salach Dworu Artusa w Toruniu. Na koncert ten pułk zakupił bilety, z których skorzystało 60 elewów. Kiedy jednak w salach toruńskiego ratusza odbyła się w lutym i marcu 1938 wystawa obrazów Ferdynanda Ruszczyca, cały stan pułku udał się na jej zwiedzanie. Szczególną formą podnoszenia kultury i wiedzy były organizowane przez pułk wycieczki szeregowych do wzorcowych gospodarstw rolnych. Kiedy w listopadzie 1929 Pomorska Izba Rzemieślnicza urządziła pokaz drobiu, gołębi pocztowych, psów rasowych i policyjnych, królików, srebrnych lisów, szopów, norek itp., aż 100 szeregowych miało okazję zwiedzić wystawę bezpłatnie, a pozostali otrzymali zniżki.

### Święto pułku
19 maja 1927 minister spraw wojskowych marszałek Polski Józef Piłsudski ustalił i zatwierdził dzień 12 października jako datę święta pułkowego. Pułk obchodził swoje święto w rocznicę połączenia 4, 15 i 16 dywizjonów w jeden oddział. Mimo że jego zatwierdzenie nastąpiło dopiero w 1927, święto było obchodzone uroczyście już od roku 1923. W tym dniu organizowany był zazwyczaj bal dla kadry oraz gry i zabawy dla szeregowych połączone z okolicznościowymi pogadankami lub odczytami.

### Inspekcje w pułku
Inspekcje prowadzone w jednostkach wojskowych miały przede wszystkim za cel określenie stopnia przygotowania do działań wojennych. W czasie ich trwania sprawdzano między innymi poziom wyszkolenia i fachowego przygotowania żołnierzy. W 1927 gen. dyw. Władysław Jung stwierdził, że w pułku było aż 30% analfabetów. Także pod względem fizycznym wcieleni poborowi byli niezwykle słabi, faktycznie nienadający się dla artylerii ciężkiej. To wszystko spowodowało, że w każdej baterii brak było obsług dla jednego działonu. Korpus oficerski został oceniony jako dobry. Gorzej wypadł natomiast korpus podoficerski, który pozbawiony był inicjatywy, a i pod względem wychowawczym był średniej klasy. Doskonale natomiast były utrzymane koszary i magazyny oraz dobry był stan koni.
W 1932 inspekcję przeprowadził gen. Mieczysław Norwid-Neugebauer. Stwierdził u większości koni fatalny stan kopyt. Dochodzenie wykazało, że odpowiedzialni za ten stan rzeczy byli podkuwacze. Inspektor zarządził wprowadzenie stałego nadzoru nad kuciem i ciągłego dozoru lekarza weterynarii. Ponadto zalecił przykrycie ziemią kamieni w rejonie stajni. Inspekcja wykazała też liczne usterki, które w tamtym okresie trapiły większość oddziałów artylerii. Stwierdzono zbyt wysoką liczbę funkcyjnych, w stosunku do ogólnego stanu pułku. W ćwiczeniach i zajęciach uczestniczyło zaledwie około 50% oficerów, 49% podoficerów i tylko 45% szeregowych. W tym czasie na stanie pułku znajdowało się 105 koni wierzchowych, 123 konie typu AC oraz 36 koni typu AL, w tym 3 sztuki niezdolne do służby. Do etatu brakowało 56 koni.

Dobrze oceniono wyszkolenie pułku. Mimo braku kbks-ów osiągnięto bardzo dobre wyniki w strzelaniu z karabinów. Słabo natomiast wypadło strzelanie z lekkich karabinów maszynowych. Osiągnięto dobre rezultaty w działoczynach, przy czym obsługi wykazywały dużą znajomość swoich czynności i budowy sprzętu. Także w jeździe konnej oraz w szkoleniu telefonistów uzyskano dobre wyniki. Słabo natomiast wypadli zwiadowcy.
Wyszkolenie kadry zostało ocenione ogólnie jako dobre, jednak zauważono u podoficerów brak głębszej znajomości zasad współdziałania z innymi broniami. U oficerów natomiast stwierdzono przyzwyczajenie do szkolnego trybu pracy, co w trudniejszych warunkach powodowało zwłokę w podejmowaniu decyzji.
Inspekcja przeprowadzona podczas szkoły ognia w Biedrusku w 1934 wypadła dla pułku bardzo dobrze. Stwierdzono wówczas jedynie nieliczne niedomagania: nieracjonalne użycie oficerów obserwacyjnych, zbyt mała „obserwacja daleka”, słabe respektowanie przez dowódców baterii szerokości celu przy ześrodkowaniach, wynikające z nieuregulowania snopa. W latach 1936 i 1937 inspekcje przeprowadzał gen. dyw. Władysław Bortnowski. Wykazały one dobre przygotowanie pułku do wykonywania stawianych mu zadań. Dowódca płku uzyskał ocenę bardzo dobrą, kadra oficerska dobrą, a podoficerska dostateczną. Wyszkolenie bojowe oddziału, wyszkolenie techniczne oraz dyscyplinę oceniono na dobrze. Także przygotowanie do współdziałania w ramach wyższych związków oraz wytrzymałość fizyczna otrzymały dobrą notę. Jedynie współdziałanie z innymi broniami ocenione zostało jako dostateczne.
| Obsada personalna i struktura organizacyjna w marcu 1939: | Obsada personalna i struktura organizacyjna w marcu 1939: | Obsada personalna i struktura organizacyjna w marcu 1939: |
| Stanowisko                                                | Stopień, imię i nazwisko                                  | przydział w IX 1939                                       |
| --------------------------------------------------------- | --------------------------------------------------------- | --------------------------------------------------------- |
| dowódca pułku                                             | płk Florian Grabczyński                                   |                                                           |
| I zastępca dowódcy                                        | ppłk Karol Zborowski                                      |                                                           |
| adiutant                                                  | kpt. Stefan Słowikowski                                   |                                                           |
| naczelny lekarz medycyny                                  | ppor. lek. Jan Głowacki                                   |                                                           |
| lekarz weterynarii                                        | mjr Stanisław Kolbe                                       |                                                           |
| oficer zwiadowczy                                         | wakat                                                     |                                                           |
| II zastępca dowódcy (kwatermistrz)                        | mjr Marian Taczak (do 24 VIII 1939)                       | dowódca 88 dac                                            |
| oficer mobilizacyjny                                      | kpt. Józef III Baran                                      |                                                           |
| zastępca oficera mobilizacyjnego                          | kpt. Henryk Święcicki                                     |                                                           |
| oficer administracyjno-materiałowy                        | kpt. Kazimierz Miłkowski                                  |                                                           |
| oficer gospodarczy                                        | kpt. int. Jan Kapsa                                       |                                                           |
| oficer żywnościowy                                        | chor. Franciszek Chojecki                                 |                                                           |
| dowódca plutonu łączności                                 | por. Feliks Florian Pluciński                             |                                                           |
| dowódca szkoły podoficerskiej                             | mjr Wacław Szymański-Szmendziak                           |                                                           |
| dowódca I plutonu                                         | ppor. Eugeniusz Różański                                  |                                                           |
| dowódca II plutonu                                        | ppor. Stanisław Julian Michalski                          |                                                           |
| dowódca III plutonu                                       | ppor. Romuald Gerard vel Gerhardt                         | †14 VIII 1939 Toruń                                       |
| dowódca IV plutonu                                        | ppor. Jan Tipelt                                          |                                                           |
| dowódca I dywizjonu                                       | p.o. kpt. Jan Marian Braziewicz                           |                                                           |
| dowódca 1 baterii                                         | kpt. Jan Marian Braziewicz                                |                                                           |
| dowódca plutonu                                           | ppor. Edward Adam Tarka                                   |                                                           |
| dowódca 2 baterii                                         | p.o. ppor. Bogdan Hieronim Gawalski                       |                                                           |
| dowódca plutonu                                           | ppor. Władysław Mickiewicz                                |                                                           |
| dowódca II dywizjonu                                      | mjr Stefan Tadeusz Starzyński                             |                                                           |
| dowódca 4 baterii                                         | kpt. Leon Niedzielski                                     |                                                           |
| dowódca 5 baterii                                         | por. Edward Frączek                                       |                                                           |
| dowódca plutonu                                           | ppor. Stanisław VI Krawczyk                               |                                                           |
| dowódca III dywizjonu                                     | mjr Stefan Stachowski                                     |                                                           |
| dowódca 7 baterii                                         | por. Mikołaj Władysław Jezierski                          |                                                           |
| dowódca 8 baterii                                         | por. Władysław Jaworowski                                 |                                                           |
| dowódca plutonu                                           | ppor. Mieczysław Karol Rosół                              |                                                           |

## Mobilizacja i rozformowanie pułku w sierpniu 1939
Pułk był jednostką mobilizującą. Zgodnie z planem mobilizacyjnym „W” miał sformować w mobilizacji alarmowej:
- 4 dywizjon artylerii ciężkiej typ II z plutonem taborowym nr 4,
- 15 dywizjon artylerii ciężkiej typ II z plutonem taborowym nr 15,
- 88 dywizjon artylerii ciężkiej typ I[41].

Wymienione oddziały należały do grupy jednostek oznaczonych kolorem niebieskim, stanowiących osłonę granicy zachodniej. 23 sierpnia została zarządzona mobilizacja grupy niebieskiej na terenie Okręgu Korpusu Nr VIII. Mobilizacja rozpoczęła się następnego dnia o godz. 6.00.
25 sierpnia o godz. 19.00 zakończył mobilizację 15 dac. Dwoma nocnymi marszami (26/27 i 27/28 sierpnia) dotarł do Bydgoszczy, gdzie wszedł w skład 15 Dywizji Piechoty.
Tego samego dnia o godz. 22.00, po zaprzysiężeniu, 4 dac wyruszył do rejonu 4 Dywizji Piechoty.
27 sierpnia 88 dac wyjechał koleją z Torunia do Ciechanowa, gdzie wszedł w skład Armii „Modlin”.
Po zakończeniu mobilizacji i skierowaniu oddziału zbierania nadwyżek do Ośrodka Zapasowego Artylerii Ciężkiej Nr 4 w Przemyślu, pułk uległ rozformowaniu.

### Oddział Zbierania Nadwyżek 8 pac w kampanii wrześniowej
Po zakończeniu mobilizacji alarmowej w koszarach 8 pac w Toruniu pozostały znaczne ilości nadwyżek osobowych. Po ogłoszeniu mobilizacji powszechnej do OZN 8 pac napłynęły jeszcze uzupełnienia osobowe, zaś część oficerów i podoficerów odeszła do innych jednostek, w tym płk Florian Grabczyński do Zambrowa, gdzie objął dowództwo 61 pułku artylerii lekkiej. Dowództwo OZN 8 pac objął kpt. Józef Baran. Razem w Oddziale znalazło się 10 oficerów i ok. 300 podoficerów i kanonierów. Od 28 sierpnia żołnierze Oddziału uczestniczyli w pracach fortyfikacyjnych rejonie Torunia. Budowano zapory i zasieki od strony Chełmna i Chełmży. 
5 września po południu Oddział Zbierania Nadwyżek 8 pac pod dowództwem kpt. Józefa Barana z uwagi na brak transportu kolejowego podjął marsz do Przemyśla. Wymaszerowano w kierunku Kłodawy. OZN 8 pac liczył około 300 żołnierzy, 200 koni i kilkadziesiąt wozów. Przed wymarszem w Toruniu z rozkazu sztabu Armii „Pomorze” pozostała grupa 30 kanonierów do prac fortyfikacyjnych pod dowództwem ppor. rez. Franciszka Rampalskiego. Grupa ta 6 września podjęła marsz w ślad za OZN 8 pac, ostatecznie nie dołączyła do niego. Maszerowała przez Włocławek i dotarła do Kowala, skąd pociągiem dojechała do Sochaczewa. Grupka ta w pociągu przed Warszawą została ostrzelana przez niemieckie czołgi. Po opuszczeniu pociągu w trakcie marszu pieszego na szosie z Błonia do Warszawy, na skutek ostrzału niemieckiego uległa rozproszeniu. Po odkomenderowaniu grupy ppor. Rampalskiego i na skutek dezercji, głównie z mniejszości narodowych, w OZN pozostało oprócz oficerów ok. 150 żołnierzy. Z tego ok. 80 uzbrojonych, 50 koni i kilkanaście wozów konnych. 8 września OZN 8 pac doszedł do Sompolna. Skąd przez Przedacz i Chodecz dotarł do Sochaczewa. Po drodze oddział był bombardowany i atakowany przez dywersantów. 9 września w rejonie Gostynina oddział wydzielił ze swego składu grupę oficerów i podchorążych oraz około 20 koni jako uzupełnienie dla 15 Dywizji Piechoty. Pozostałymi siłami Oddział miał dozorować pięciokilometrowy odcinek linii kolejowej Płock-Gostynin, w rejonie skrzyżowania z szosą Płock-Gostynin. 13 września Oddział dotarł w rejon Gąbina. Tego dnia z pozyskanych rowerów, sformowano grupę kolarzy, pod dowództwem ppor. rez. Joachima Walentowskiego. Ponadto tego dnia znaleziono porzucone dwa rkm i jeden ckm. 14 września z Oddziału wydzielono uzupełnienie dla 27 Dywizji Piechoty, w sile 1 chorążego i 30 kanonierów. 15 września rozkazem ze sztabu Armii „Pomorze”, OZN 8 pac skierowany został do Puszczy Kampinoskiej. 16 września zatrzymała się w Krubinie k. Sannik. Tego dnia został zbombardowany przez 12 niemieckich samolotów, rannych zostało 3 kanonierów i oficer, utracono kilka koni. Ataki lotnicze niemieckich samolotów, w trakcie dalszego marszu spowodowały częściowe rozproszenie oddziału. 17 września dotarło do lasu, w rejonie Bud Starych, 80 żołnierzy i kilka wozów. Po 12 godzinnym bombardowaniu lotniczym, kpt. Baran rozwiązał OZN 8 pac, a sam z grupą 13 żołnierzy, 21 września dotarł do Modlina. Ppor. Walentowski z 24 żołnierzami dotarł do Palmir i dołączył do 15 dac, wraz z którego resztkami 21/22 września przedarł się do Warszawy.

## Symbole pułkowe

### Sztandar

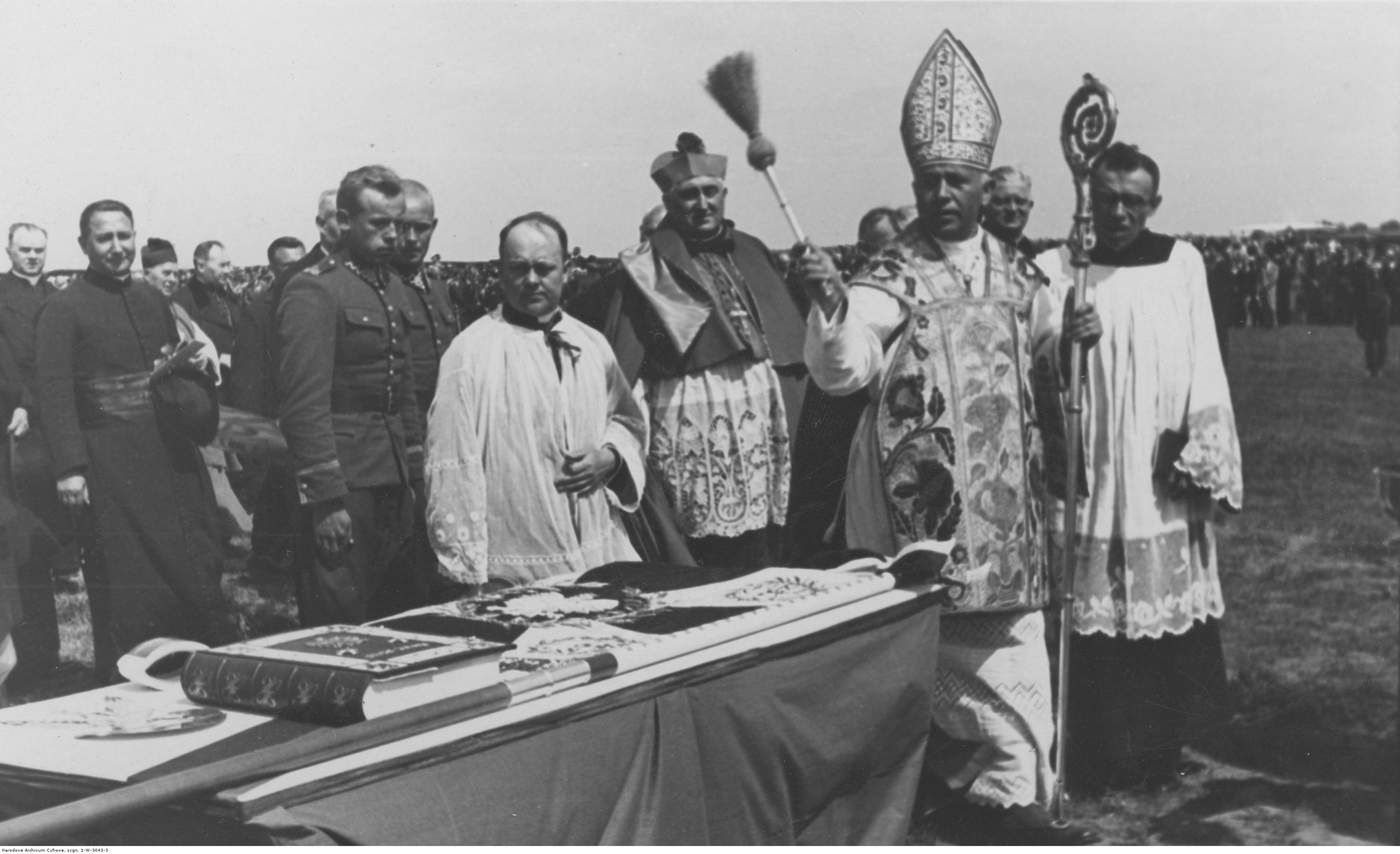
Przekazanie wojsku sprzętu ufundowanego przez społeczeństwo Pomorza - bp polowy Józef Gawlina święci sztandar; Toruń, 19 czerwca 1938

16 grudnia 1937 Prezydent RP Ignacy Mościcki zatwierdził wzór sztandaru. 19 czerwca 1938, w Toruniu, w czasie ceremonii wręczania sztandarów ufundowanych przez społeczeństwo Pomorza, marszałek Edward Śmigły-Rydz wręczył dowódcy pułku sztandar.
Na lewej stronie płatu sztandarowego, pośrodku krzyża kawaleryjskiego znajdował się wieniec taki sam jak po stronie prawej, a w wieńcu trzywierszowy napis „HONOR I OJCZYZNA”. W rogach sztandaru, w mniejszych wieńcach umieszczone były na tarczach:
- w prawym górnym rogu – wizerunek Matki Boskiej Swarzewskiej,
- w lewym górnym rogu – wizerunek św. Barbary,
- w prawym dolnym rogu – godło Pomorza,
- w lewym dolnym rogu – odznaka pamiątkowa 8 pac.

Na ramionach krzyża kawalerskiego znajdowały się wyhaftowane nazwy i daty ważniejszych bitew pułku:
- na górnym – „Warszawa 13–18.VIII.1920”,
- na dolnym – „Lwów 18.III.–27.IV.1919”,
- na lewym – „Bobrujsk 28.VIII.–8.XI.1919”,
- na prawym – „Kijów 8.V.–7.VI.1920”[48].

### Odznaka pamiątkowa
6 września 1929 Minister Spraw Wojskowych marszałek Polski Józef Piłsudski zatwierdził wzór i regulamin odznaki pamiątkowej 8 pułku artylerii ciężkiej. Odznaka o wymiarach 41x41 mm ma kształt krzyża wzorowanego na krzyżu maltańskim, którego ramiona pokryte są ciemnozieloną emalią ze srebrnymi krawędziami. Pośrodku krzyża okrągła tarcza z nałożonym złoconym gryfem, herbem Pomorza na tle szkarłatnej emalii. Odznaka dwuczęściowa, oficerska wykonana w srebrze i emaliowana, na rewersie numerowana. Wykonawcą odznaki był R. Dalkowski z Torunia.

## Żołnierze pułku

### Dowódcy i zastępcy dowódcy pułku
| Stopień, imię i nazwisko            | Okres pełnienia służby | Kolejne stanowisko                     |
| Dowódcy pułku                       | Dowódcy pułku          | Dowódcy pułku                          |
| ----------------------------------- | ---------------------- | -------------------------------------- |
| płk art. Czesław Piotr Bzowski      | 1921 – 2 X 1925        | zastępca szefa Artylerii OK VIII       |
| płk art. Julian Stasiniewicz        | 17 XI 1925 – VIII 1926 | komendant Obozu Ćwiczeń Brześć         |
| płk art. Karol Podonowski           | VIII 1926 – I 1928     | praktyka poborowa w PKU Toruń          |
| ppłk / płk art. Michał Jancewicz    | III 1928 – VI 1931     | dowódca 7 pac                          |
| ppłk dypl. art. Jerzy Łunkiewicz    | od VI 1931             |                                        |
| ppłk / płk art. Florian Grabczyński | 1936 – 28 VIII 1939    | dowódca 61 pal                         |
| Zastępcy dowódcy pułku              |                        |                                        |
| ppłk art. Edward Czopór             | 1923 – II 1924         | wykładowca w Obozie Szkolnym Artylerii |
| ppłk art. Ignacy Hermanowski        | od II 1924             |                                        |
| ppłk art. Michał Zdzichowski        | III – VIII 1926        |                                        |
| ppłk art. Michał Jancewicz          | do III 1928            | dowódca pułku                          |
| ppłk art. Henryk Hintz              | od IV 1928             |                                        |
| ppłk art. Eugeniusz Luśniak         | do 9 XII 1932          | zastępca komendanta SPArt.             |
| ppłk art. Jan II Kijowski           | XII 1932 – XI 1935     | dowódca 14 dak                         |
| ppłk art. Karol Zborowski           | II 1936 – 1939         |                                        |

### Żołnierze 8 pułku artylerii ciężkiej - ofiary zbrodni katyńskiej
Biogramy ofiar zbrodni katyńskiej znajdują się między innymi w bazach udostępnionych przez Ministerstwo Kultury i Dziedzictwa Narodowego oraz Muzeum Katyńskie.
| Stopień, nazwisko i imię             | Zawód             | Miejsce pracy przed mobilizacją | Zamordowany |
| ------------------------------------ | ----------------- | ------------------------------- | ----------- |
| kpt. rez. Biesiadowski Konstanty     | urzędnik          |                                 | Katyń       |
| kpt. posp. rusz. Czabajski Bronisław | farmaceuta        | (e)                             | Charków     |
| por. rez. Karolczak Stanisław        | inżynier rolnik   | Pomorski Urząd Wojewódzki       | Charków     |
| por. rez. Kucharczyk Stanisław       |                   | dyr. Kasy Chorych w Gnieźnie    | Katyń       |
| por. Świerkowski Kazimierz           | żołnierz zawodowy |                                 | Katyń       |
| mjr Taczak Marian                    | żołnierz zawodowy | (e)                             | Charków     |
| ppor. rez. Wojcieszczak Kazimierz    | urzędnik          | pracował w Chełmie              | Katyń       |